# 绊桥
绊桥是湄公河上的一座桥梁，位于柬埔寨磅湛市和磅湛县境内。“绊”（きずな）在日语中的意思为“情谊，纽带”，意即日柬友誼大橋。
该大桥于2001年开放，全长1,500米，是柬埔寨境内湄公河的第一座已建成大桥。建设资金为日本政府资助的5,600万美元。在2002年戈公大桥（全长1,900米，柬泰过境大桥）完工之前，该桥是柬埔寨最大的桥梁。绊桥第一次通过道路将柬埔寨东部和西部连接起来。桥梁的建设始于1999年，历时三年完成。约有一万人在桥上参加了开幕式。